# Mathew KT
Mathew KT war ein Hersteller von Kraftfahrzeugen aus Indien.

## Geschichte
Das Unternehmen aus Bengaluru begann 2001 unter Leitung von Thomas Mathew mit der Produktion von Automobilen. Der Markenname lautete Scorpion. 2005 endete die Produktion.

## Fahrzeuge
Das einzige Modell Barchetta war ein Fahrzeug im Stil des Lotus Seven. Die offene Karosserie bot Platz für zwei Personen. Ein Motor von Maruti Suzuki India mit 1300 cm³ Hubraum und 85 PS Leistung trieb die Fahrzeuge an.